# Helichrysum candolleanum
Helichrysum candolleanum là một loài thực vật có hoa trong họ Cúc. Loài này được H.Buek mô tả khoa học đầu tiên năm 1840.